# Dan Osman
Dan Osman född 11 februari 1963, död 23 november 1998 var en klättrare, känd för att klättra klippklättring utan säkerhetslinor och för att göra kontrollerade fria fall där han föll flera hundra meter innan en säkerhetslina stoppade fallet. Han dog under ett sådant hopp i Yosemite nationalpark då repet gick av. Repet gick av på grund av stor friktion mot sig själv som ledde till att det smälte. Han efterlämnade dottern Emma Osman.